# Lysekils FF
Lysekils FF var en fotbollsklubb i Lysekil. Klubben grundades 1921 och upphörde 2015 i och med en sammanslagning med Slättens IK då man bildade Lysekils AIK. År 2011 spelade Lysekils FF i division fem. Lagets dräkt var gulsvart och som högst spelade man i Division 3 i fotboll för herrar. 
A-laget bestod av en 25-mannatrupp med spelare mellan 16 och 35 år, men det fanns även ett B-lag och ett damlag. Det sistnämnda var en 22-mannatrupp i åldrarna 16-40 år. LFF:s damlag startades på nytt 2008.
LFF var en av Bohusläns största ungdomsklubbar. Klubbens största namn var Fredrik Risp och brodern Rickard Karlsson (som fortfarande är aktiv.)